# أكياس هوائية
الأكياس الهوائية هي مساحات داخل الكائن الحي حيث يوجد وجود مستمر للهواء. من بين الحيوانات الحديثة، تمتلك الطيور معظم الأكياس الهوائية (9-11)، مع أقارب الديناصورات المنقرضة التي تظهر زيادة كبيرة في الالتهاب الرئوي (وجود الهواء) في عظامها. على العديد من الأكياس الهوائية في الجسم التي ليست فقط في العظام، ويمكن تحديدها على انها الشكل الأكثر بدائية للممرات الهوائية الحديثة للطيور.  تُعرف الصربوديات جيدًا بكمية جيوب الهواء في عظامها (خاصة الفقرة)، على الرغم من أن أحد ثيروبود، دينوكيروس، يظهر كمية منافسة من جيوب الهواء.

## الوظيفة

تحصل رئتا الطيور على هواء نقي أثناء الزفير والاستنشاق ، لأن الأكياس الهوائية تقوم بكل "الضخ" وتمتص الرئتين الأكسجين ببساطة.

منذ حوالي عام 1870 فصاعدًا، اتفق العلماء عمومًا على أن الهياكل العظمية بعد الجمجمة في العديد من الديناصورات تحتوي على العديد من التجاويف المملوءة بالهواء (الهوائية الهوائية بعد الجمجمة)، خاصة في الفقرات الهوائية في الجمجمة (مثل الجيوب الأنفية) وجدت في كل من المشابك والأركوصورات، ولكن وجدت الحجيرات الهوائية خلف القحف فقط في الطيور، والطيور غير سحليات الورك الديناصورات، والتيروصورات.
لفترة طويلة كانت تعتبر هذه التجاويف مجرد الأجهزة الموفرة الوزن، ولكن باكر[بحاجة لمصدر] المقترحة التي كانت متصلة إلى الحويصلات الهوائية مثل تلك التي تجعل الطيور ' الجهاز التنفسي الأكثر كفاءة من جميع الحيوانات.
جون روبين وآخرون. (1997، 1999، 2003، 2004) اعترض على هذا واقترح أن الديناصورات لديها نظام تنفسي «مدّ» (داخل وخارج) مدعوم بآلية مكبس تشبه التمساح - العضلات المرتبطة بشكل رئيسي بالعانة تسحب الكبد للخلف، مما يجعل تتوسع الرئتان لتستنشق. عندما تسترخي هذه العضلات، تعود الرئتان إلى حجمها وشكلها السابقين، والزفير الحيواني. قدموا هذا أيضًا كسبب للشك في أن الطيور تنحدر من الديناصورات.
دعى النقاد أنه بدون الأكياس الهوائية للطيور، فإن التحسينات المتواضعة في بعض جوانب أنظمة الدورة الدموية والجهاز التنفسي للزواحف الحديثة ستمكن الزواحف من تحقيق 50 ٪ إلى 70 ٪ من تدفق الأكسجين من الثدييات
ذات الحجم المماثل، وأن نقص الأكياس الهوائية للطيور لن يمنع تطور الأوعية الدموية. تم نشر عدد قليل جدًا من حالات الرفض الرسمية في المجلات العلمية لروبين وآخرون. ادعاء أن الديناصورات لا يمكن أن يكون لديها أكياس هوائية على غرار الطيور؛ ولكن يشير أحد إلى أن سيناصوروبرتكس الأحفورة التي استندوا إليها في الكثير من حججهم تم تسويتها بشدة، وبالتالي كان من المستحيل معرفة ما إذا كان الكبد هو الشكل الصحيح للعمل كجزء من آلية المكبس الكبدي. بعض الصحف الحديثة ببساطة دون مزيد من التعليقات إلى أن روبن وآخرون. جادل ضد وجود الأكياس الهوائية في الديناصورات.

## الدليل

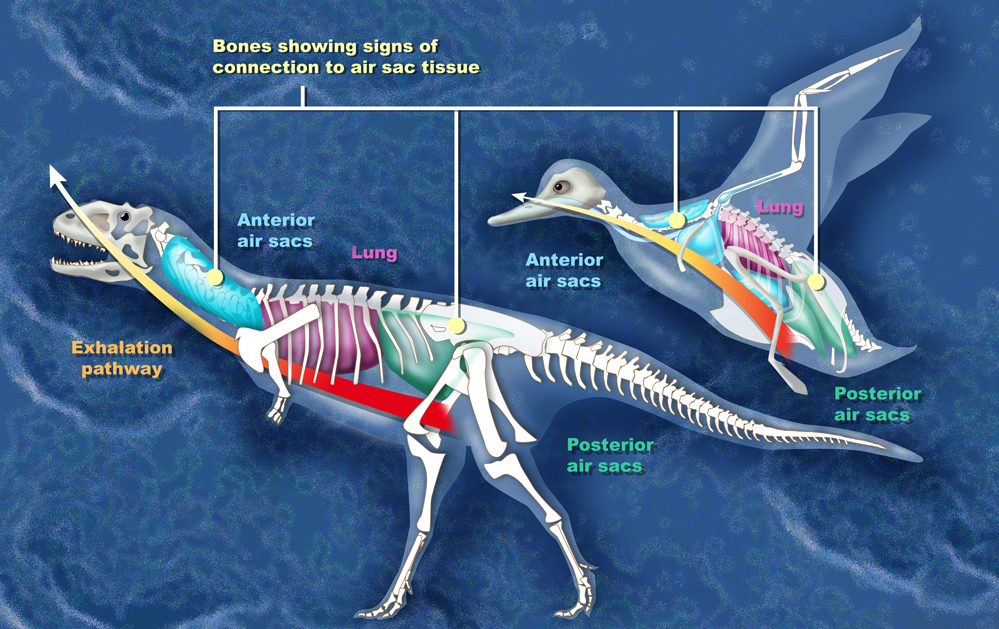
مقارنة بين الأكياس الهوائية من الطيور و الديناصورات

وقد قدم باحثون الأدلة والحجج لالحويصلات الهوائية في الصربوديات، «في المتاخم»، سيراتوسوريا، سيلوروصوربات، والوحوش ذوات الأقدام ايروستون[بحاجة لمصدر] وكويلوفيسس. تظهر فقرات أسفل الظهر ومناطق الورك في أكياس الصربود المتقدمة («نيسورباس») علامات الأكياس الهوائية. في أوائل الصربوديات فقط تظهر الفقرات العنقية (العنق) هذه الميزات. إذا كان التسلسل التنموي الموجود في أجنة الطيور دليلاً،[بحاجة لمصدر] فإن الأكياس الهوائية تطورت بالفعل قبل القنوات في الهيكل العظمي التي تستوعبها في أشكال لاحقة.
تم العثور على دليل على الأكياس الهوائية في الثيروبود. وتشير الدراسات إلى أن الحفريات من سيراتوسوريا، سيلوروصوريات، والوحوش ذوات الأقدام كويلوفيسس واريستون المعرض دليل على الحويصلات الهوائية. يعد تلاؤم تجلط الدم من أواخر العصر الترياسي أحد أقدم الديناصورات التي تظهر أحافيرها أدلة على قنوات الأكياس الهوائية. ايرستون، وهو آلوسور أواخر العصر الطباشيري، أكثر الأكياس الهوائية التي تشبه الطيور تم العثور عليها حتى الآن.
قد يكون لدى الصربوديات الشكلية المبكرة، بما في ذلك المجموعة التي تسمى تقليديا «بروسوروبودس»، أكياس هوائية. على الرغم من أن تم العثور على الفجوات الهوائية المحتملة في البيلوتوصور[بحاجة لمصدر] وثيكودونتوصور،[بحاجة لمصدر] والفجوات صغيرة جدا. خلصت إحدى الدراسات في عام 2007 إلى أن المتاخم من المحتمل أن يكون لها أكياس هوائية في البطن وعنق الرحم، استنادًا إلى الأدلة الخاصة بهم في الأصناف الشقيقة (ثيروبود والصربوديات). وخلصت الدراسة إلى أنه كان من المستحيل تحديد ما إذا كانت بروسوروبودز تحتوي على رئة تشبه الطيور تتدفق عبر الطيور، ولكن الأكياس الهوائية موجودة بشكل شبه مؤكد. مؤشر إضافي لوجود الأكياس الهوائية واستخدامها في تهوية الرئة يأتي من إعادة بناء حجم تبادل الهواء (حجم الهواء المتبادل مع كل نفس) من البيلتوصور، والذي يتم التعبير عنه كنسبة من حجم الهواء لكل وزن الجسم عند 29 مل / كغم يشبه قيم الأوز والطيور الأخرى، وأعلى بكثير من قيم الثدييات النموذجية.
حتى الآن لم يتم العثور على أي دليل على الأكياس الهوائية في الديناصورات أورنيثيشيان.[بحاجة لمصدر] لكن هذا لا يعني أنه لا يمكن أن يكون لدى علماء الطيور معدلات أيضية مماثلة لتلك الخاصة بالثدييات، لأن الثدييات ليس لديها أيضًا أكياس هوائية.

## التنمية
تم اقتراح ثلاثة تفسيرات لتطوير الأكياس الهوائية في الديناصورات:
- زيادة القدرة التنفسية ربما تكون هذه هي الفرضية الأكثر شيوعًا، وتتناسب تمامًا مع فكرة أن العديد من الديناصورات لديها معدلات أيض عاليه إلى حد ما.
- تحسين التوازن والقدرة على المناورة عن طريق خفض مركز الجاذبية وتقليل الجمود الدوراني.[بحاجة لمصدر] ولكن هذا لا يفسر توسع الأكياس الهوائية في الصربوديات رباعي الأضلاع.

- كآلية تبريد يبدو أن الأكياس الهوائية والريش تطورت في نفس الوقت تقريبًا في كوويلووصوريا[بحاجة لمصدر] إذا احتفظ الريش بالحرارة، لكان أصحابها بحاجة إلى وسيلة لتبديد الحرارة الزائدة. هذه الفكرة معقولة ولكنها تحتاج إلى مزيد من الدعم التجريبي.

إن حسابات أحجام أجزاء مختلفة من الجهاز التنفسي لساتورود أباتوصور تدعم أدلة الأكياس الهوائية الشبيهة بالطيور في الصربوديات:
- على افتراض أن أباتوصور، مثل الديناصورات 'أقرب الباقين على قيد الحياة أقارب التماسيح والطيور، لم يكن لديك الحجاب الحاجز، وحجم القتلى الفضاء[بحاجة لمصدر] سيكون من عينة 30 طنا يكون حوالي 184 لترا. هذا هو الحجم الكلي لأنابيب الفم والقصبة الهوائية والهواء. إذا كان حيوان الزفير أقل من هذا، لا يتم طرد الهواء القديم ويتم امتصاصه مرة أخرى في الرئتين عند الاستنشاق التالي.

- تقديرات حجم المد والجزر  - كمية الهواء التي تدخل إلى أو تخرج من الرئتين في نفس واحد - تعتمد على نوع الجهاز التنفسي الذي كان لدى الحيوان: 904 لترًا في حالة الطيور؛ 225 لترًا إذا كان الثدييات؛ 19 لترا إذا الزواحف.

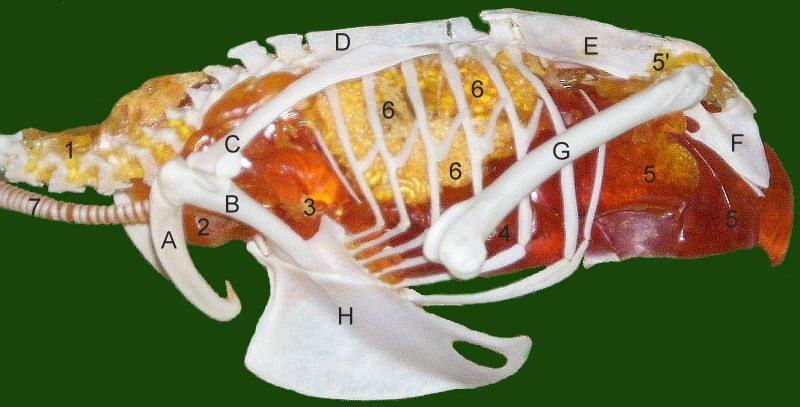
العمليات غير المنسوجة هي نتوءات صغيرة بيضاء في منتصف الطريق على طول الأضلاع. يُظهر باقي هذا الرسم البياني الأكياس الهوائية وأجزاء أخرى من الجهاز التنفسي للطائر: 1 كيس الهواء العنقي، 2 كيس الهواء الترقوي، 3 كيس الهواء الصدري القحفي، 4 كيس الهواء الصدري، 5 كيس الهواء البطني (5 'تحويل الرئة إلى الحوض حزام)، 6 رئة، 7 القصبة الهوائية

على هذا الأساس، لا يمكن أن يكون لدى أباتصور نظام تنفسي زواحف، لأن حجم المد والجزر كان سيكون أقل من حجم الفضاء الميت، بحيث لم يتم طرد الهواء القديم ولكن تم امتصاصه مرة أخرى في الرئتين. وبالمثل، فإن نظام الثدييات سيوفر فقط للرئتين حوالي 225 - 184 = 41 لترًا من الهواء النقي المؤكسج في كل نفس. يجب أن يكون لدى أباتوصور إما نظام غير معروف في العالم الحديث أو واحد مثل الطيور، مع العديد من الأكياس الهوائية ورئة تتدفق من خلال. علاوة على ذلك، لن يحتاج نظام الطيور إلا إلى حجم رئوي يبلغ حوالي 600 لتر، في حين أن نظام الثدييات كان سيحتاج إلى حوالي 2950 لترًا، وهو ما سيتجاوز المساحة المقدرة بـ 1700 لتر المتاحة في صندوق أباتوصور 30 طن.
قد تكون الأجهزة التنفسية لديناصورات ذات الأكياس الهوائية الشبيهة بالطيور قادرة على الحفاظ على مستويات نشاط أعلى من الثدييات من نفس الحجم والبناء يمكن أن تستمر. بالإضافة إلى توفير إمدادات فعالة للغاية من الأكسجين، كان دفق الهواء السريع آلية تبريد فعالة، وهو أمر ضروري للحيوانات النشطة ولكنها كبيرة جدًا للتخلص من جميع الحرارة الزائدة من خلال جلودها.
بالايونتولوجيست بيتر وارد وقد جادل بأن تطور نظام كيس الهواء، والتي تظهر أولا في أقرب جدا الديناصورات، قد يكون ردا على منخفضة جدا (11%) الأكسجين في الغلاف الجوي لل الكارني ونوريان[بحاجة لمصدر] أعمارهم بين فترة العصر الترياسي.